# علی قرشی
علی قرشی  از سیاستمداران ایرانی بود، که در دوره‌های  نوزدهم بعنوان نماینده مشهد در مجلس شورای ملی حضور داشت.